# Louletano Desportos Clube
O Louletano Desportos Clube é um clube desportivo português, localizado na cidade algarvia de Loulé.
O atual presidente chama-se António Brito do Adro. O clube tem no seu palmarés um título de campeão nacional da 3ª divisão. Na atualidade, a equipa de seniores disputa o Campeonato de Portugal.

## História
O clube foi fundado em 6 de junho de 1923,  e nasceu de uma fusão de duas associações que se dedicavam à prática desportiva e social na então Vila de Loulé.
O objetivo dos fundadores do Clube - liderados pelo Dr. Frutuoso da Silva, o 1º Presidente da Direção do Louletano Desportos Clube - era a prática do futebol e as atividades sociais, nomeadamente jogos de salão e bailes.
O Clube pratica atualmente as seguintes modalidades: 
- Triatlo;
- Artes Marciais;
- Ciclismo;
- Futebol Profissional;
- Futebol Formação;
- Futsal;
- Ginástica;
- Halterofilismo;
- Natação;
- Polo Aquático;
- Golfe.

No ano de 2004, teve o seu primeiro atleta olímpico, o nadador Miguel Pires, que participou nos Jogos Olímpicos de Atenas, na prova de estafeta 4x200 metros livres, tendo ficado em 14.º lugar.

## Palmarés
Futebol:
- II Divisão - Série Sul: 1 (2002/03)
- III Divisão: 2 (1986/87, 2008/009)